# Битва за Іодзіму
Битва за Іо́дзіму (яп. 硫黄島の戦い, іото но татакай або іодзіма но татакай; англ. Battle of Iwo Jima) — одна з найзапекліших битв, що тривала з 16 лютого до 26 березня 1945 року, на завершальній фазі Другої світової війни на Тихоокеанському театрі воєнних дій між військами Японської імперії і США за контроль над островом Іото, більш знаним як Іодзіма, з групи островів Оґасавара.
Битва за Іодзіму була першою військовою операцією сил США на японській землі. Імперська армія Японії створила широку мережу підземних фортифікаційних споруд, бункерів і замаскованих блокгаузів, що дозволило їй відбивати впродовж місяця атаки суперника, який мав чисельну та технічну перевагу. Майже весь японський 21-тисячний контингент загинув. У 100-тисячному війську США кількість убитих і поранених становила близько 28 тисяч вояків. Битва за Іодзіму була єдиною наземною операцією японських сил, у якій втрати армії США перевищили втрати Японії.

## Передумови
Іодзіма — острів вулканічного походження групи островів Оґасавара, що знаходиться 1250 км південніше Токіо та 1300 км (702 морські милі) північніше Гуаму. Більша частина поверхні острова вкрита відкладеннями сірки, за що він отримав назву Іодзіма — «сірковий острів» (яп. 硫黄, іо, «сірка»; яп. 島, дзіма, «острів»). Довжина острова з північного сходу на південний схід становить менш 8 км, а ширина — 4 км на півночі і близько 800 м на півдні. Загальна площа Іодзіми дорівнює 21 км². Її найвищою точкою є гора Сурібаті. Через великий вміст вулканічного попелу у ґрунті, прісної води на острові мало, а та що є, має гіркуватий присмак. Переважно мешканці острова, яких до початку Другої світової війни нараховувалося близько 1000 чоловік, добували воду з колодязів або збирали дощові води. Вони також займалися гірничою справою і розведенням цукрової тростини.
З початком війни на Тихому океані у 1941 році, Іодзіму було поставлено під контроль бази Імперського флоту Японії на сусідньому острові Тітідзіма. На ньому знаходився постійний контингент у 1200 чоловік, а також 3700-3800 солдатів Імперської армії Японії. З розгортанням бойових дій японське командування усвідомило стратегічне значення Іодзіми як зв'язуючого пункту на повітряному шляху між Японським архіпелагом та фронтом у Південно-Східній Азії, і спорудило на острові летовище Тідорі (千鳥) за 2 км північніше гори Сурібаті. Це летовище постійно мало 20 літаків і 1500 солдат авіації.
У лютому 1944 року армія США захопила Маршаллові острови і здійснила масштабне бомбардування атолу Трук з групи Каролінських островів. Японський генштаб ухвалив рішення усіма засобами боронити імперію по лінії Каролінські острови — Маріанські острови — острови Оґасавара. Для її захисту була сформована 31-а армія під командуванням генерал-лейтенанта Обати Хідейосі. Його підлеглий генерал-лейтенант Курібаясі Тадаміті був призначений керівником оборони району островів Оґасавара. З березня по квітень 1944 року до Іодзіми почали прибувати підкріплення, в результаті чого кількість військ на острові сягнула 5000 чоловік.
Влітку 1944 року основні сили армії і флоту США прорвали японську лінію оборони і захопили Маріанські острови, з яких 24 листопада розпочали перші масштабні авіанальоти на Японський архіпелаг. Проте вповні розгорнути програму бомбардувань не вдавалося через Іодзіму. На острові був радарний пост, який в будь-яку погоду мав можливість сповіщати про наближення бомбардувальників США до Японських островів. Два летовища Іодзіми були базою для винищувачів і станцією заправки для японських літаків у бойових діях проти Маріанських островів. Величезна відстань, понад 5000 км у обидва кінці, була причиною кількох проблем для авіації США. Через підвищене навантаження на двигуни B-29 часто ламалися. Деякі літаки повертали назад не досягнувши цілі, а деякі були втрачені під час здійснення операцій. Бомбове навантаження у польотах на дальні відстані не було максимальним. Тогочасні винищувачі не мали достатнього радіуса дії для прикриття бомбардувальників. Окрім цього, чимало B-29 були підбиті японськими силами протиповітряної оборони завдяки регулярним сповіщенням про небезпеку від радистів Іодзіми.
Виходячи з ситуації, що склалася, Об'єднаний комітет начальників штабів США вирішив оволодіти Іодзімою і побудувати на ній свою авіабазу. Захоплення цього острова припинило б японські нальоти на Маріанські острови, знищило японські радари і, відповідно, систему попереджень Токіо про наближення B-29, а також, завдяки скороченню відстані між авіабазами США і Токіо, дозволило б відряджати бомбардувальники разом із винищувачами. З поступовим завершенням битви за Лейте на Філіппінах, армія і флот США зосередилися на завоюванні Іодзіми перед вторгненням на Окінаву. План по штурму острова дістав назву «Операція Детачмент» (англ. Operation Detachment).

## Планування операції

### План Японської імперії

#### Підземні укріплення і комунікації
У травні 1944 року генерал-лейтенант Курібаясі був призначений до острова Тітідзіма. На перших порах він розташував свій штаб у тамтешній фортеці, проте у результаті аналізу даних розвідки, він вирішив, що сили США атакуватимуть сусідню Іодзіму, і переніс на цей майже незахищений острів командний центр і 109-у дивізію. Було очевидно, що Іодзіма довго не встоїть перед військами противника, який володів наступальною ініціативою на морі і на суші.
До кінця серпня було завершено евакуацію цивільного населення острова, після якої Курібаясі розробив план повномасштабної фортифікації Іодзіми. Через те, що наземні укріплення не витримали б потужного вогню авіації і флоту США, задумувалося спорудити широку оборонну мережу під землею, використовуючи природні і штучно вириті тунелі.
Восени 1944 року, у битві за Пелеліу, японські війська змогли успішно і впродовж довгого часу чинити опір силам США завдяки системі підземних фортифікаційних споруд. Досвід використання такої системи був узятий на озброєння захисниками Іодзіми. Усі підземні бункери і печери планувалося сполучити сіткою штучних тунелів, загальна довжина яких становила 28 км. Для виконання цих робіт з Японії були надіслані гірничі інженери. За наказом генерал-лейтенанта Курібаясі для усіх солдат острова 70 % часу витрачалося на тренування, а 30 % — на риття тунелів. Оскільки вулканічна порода Іодзіми була дуже м'яка, більшість комунікацій були спорудженні вручну. Генерал навіть видав наказ про заборону віддавати честь старшинам і офіцерам, аби не відволікати солдат від робіт і встигнути з підготовкою до приходу противника.
Проте будівництво просувалося з труднощами. Окрім виснажливої фізичної праці, солдат мучили випаровування сіркових газів і 30-50 градусна спекота. Вояки без спеціального обладнання і захисних масок могли продовжувати риття не більше як 5 хвилин. На додаток, з 8 грудня 1944 почались щоденні бомбардування острова літаками США, через що японські війська були змушені час від часу ремонтувати летовище Іодзіми, зазнаючи втрат серед обслуговчого персоналу.
Найглибші місця тунелів залягали на 12—15 м. У північному схилі гори Сурібаті довжина комунікацій становила декілька кілометрів. Підземні печери, які вміщали лише незначну кількість солдат, були розширені до складних бункерів, у яких могло зосередитися 300—400 вояків. Виходи і входи оснащувались так, аби мінімізувати ударну силу бомб і снарядів противника. Один бункер мав розгалужену систему комунікацій, щоб уникнути його ізоляції у випадку обвалу якогось тунелю. Окрім цього, для убезпечення солдат від сіркових газів, особлива увага приділялася вентиляції підземної мережі.

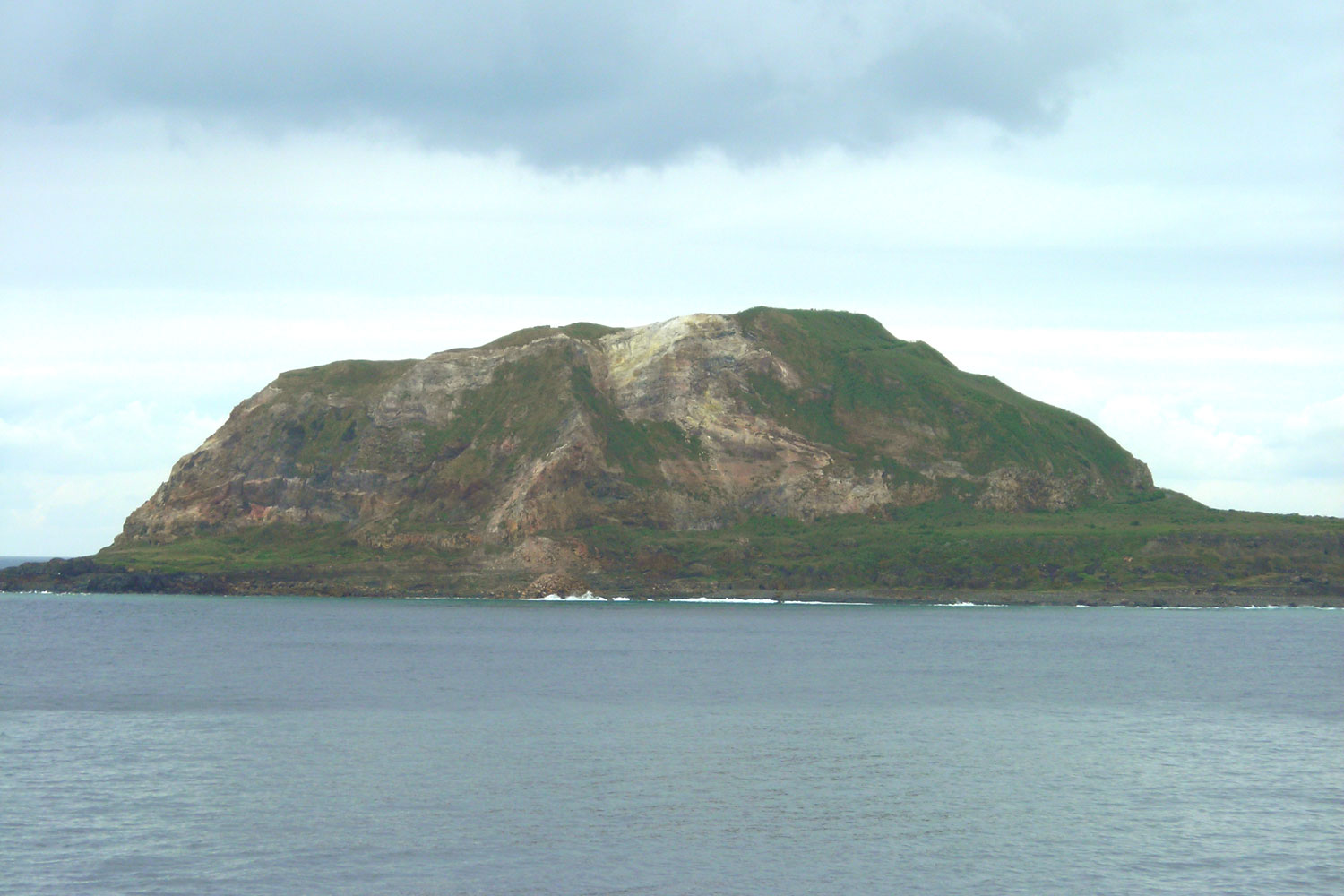
Гора Сурібаті

Генерал-лейтенант Курібаясі розмістив свій основний штаб у північній частині острова, за 500 м на північний схід від поселення Кіта. Цей штаб залягав на глибині 20 м під землею, мав різноманітні бункери і був сполучений складною мережею тунелів і ходів. На другій за висотою точці острова, горі Бьобу, встановили радіорубку і метеорологічну станцію. Неподалік від гори, на південно-східному плато, було споруджено штаб полковника Ґайдо Тьосаку (яп. 街道長作), який командував усією артилерією Іодзіми. Окрім цього у різних місцях острова, під землею, залягали командні пункти полків. З усіх підземних споруд Іодзіми найбільш добротно зробленою був головний центр зв'язку на півдні поселення Кіта. Він являв собою кімнату завдовжки 50 м і завширшки 20 м. Міцність стін і стелі центру була така ж сама як у штабу-бункера головнокомандувача Курібаясі. Їх зв'язував 150 метровий тунель на глибині 20 м. Окрім цього вздовж берегової лінії при горі Сурібаті було зведено з залізобетоні замасковані наземні доти, товщина стін яких сягала 1,2 м.
Перша лінія оборони Іодзіми складалася з декількох укріплених позицій, які розташовувалися рядами і могли підтримувати одна одну вогнем. Ця лінія простягалася від північно-західного узбережжя, проходила летовищем Мотояма і сягала села Мінамі на південному сході. По її периметру розташовувались доти, які були підкріплені танковими частинами підполковника Нісі Такеіті. Друга лінія оборони починалася декількома сотнями метрів південніше найпівнічнішої точки Кітанохана, проходила летовищем Мотояма і виходила до східного берегу. Порівняно з першою лінією, ця була менше укріплена, але підземні споруди і особливості рельєфу давали японцям переваги під час захисту цих позицій. Гора Сурібаті була окремим, наполовину незалежним оборонним районом, який містив замасковану берегову артилерію і чимало дотів. Усі дороги, по яких могли просуватися танки армії США були перериті протитанковими ровами. Північний перешийок гори був під прицілом японських артилеристів як з півночі, так і з півдня.
Наприкінці 1944 року місцеві інженери дізналися, що завдяки змішуванню цементу з чорним вулканічним пилом, якого було багато на острові, можна виготовляти якісніший залізобетон. Це відкриття пришвидшило роботи по укріпленню Іодзіми. Через атаки підводних човнів і літаків США, будівельні матеріали часто затримувались або не приходили взагалі, тому із запланованих 28 км підземної мережі були споруджені лише 18 км. Тунель, який мусив з'єднувати гору Сурібаті і штаб головнокомандувача, завершити не встигли. У такій ситуації японські війська зустріли перший штурм противника. Незважаючи на незавершеність робіт, існуючі підземні укріплення допомогли захисникам острова тривалий час відбивати атаки чисельно і технічно переважаючих сил США.

#### Нарощування військових сил
До Іодзіми постійно прибували нові підкріплення Імперської армії Японії. Генерал-лейтенант Курібаясі насамперед перекинув сюди з Тідзіми 2-гу об'єднану бригаду у складі 5 000 вояків під командуванням генерал-майора Осуґа Котау (大須賀應). У грудні 1944 року його замінив генерал-майор Сенда Тадасуе. У зв'язку із падінням Сайпану, 145-й піхотний полк у складі 2 700 чоловік під командуванням полковника Ікеди Масао був перенаправлений до Іодзіми. Імперський флот Японії також відрядив свої сили до острова. Серед них був 204-й інженерний батальйон, робота якого сприяла прискоренню будівництва підземних укріплень. 10 серпня 1944 року до Іодзіми прибув контр-адмірал Ітімару Ріносуке з підрозділами флоту, авіації та саперів числом у 2 216 чоловік.

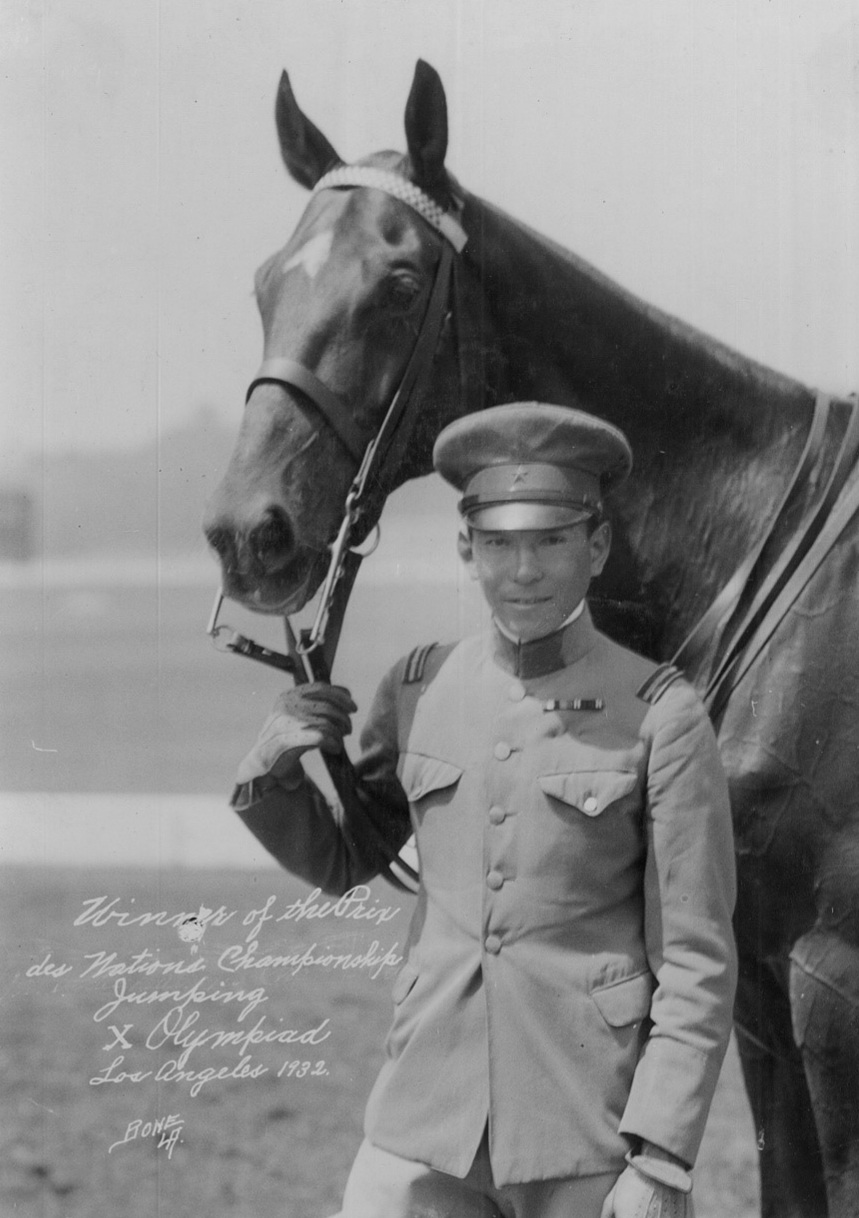
Барон Нісі Такеіті, командир 26-го танкового полку, золотий медаліст Олімпійських ігор 1932 року у кінному спорті.

Окрім нарощування живої сили, японці добре оснастили острів артилерією. На кінець 1944 року до бойового ладу була приведена 361 гармата калібром понад 75 мм. Серед них були 12 мінометів калібром 320 мм, 65 траншейних мінометів середніх калібром 150 мм і легких калібром 81 мм, 33 берегові гармати калібром понад 80 мм, а також 94 далекобійні гармати протиповітряної оборони калібром понад 75 мм. Окрім цього, війська Іодзіми мали на озброєнні понад 200 гармат протиповітряної оборони калібром 20 мм і 25 мм, та 69 скорострільних гармат калібром 37 мм і 47 мм. На додаток, до острова була доставлена нова японська зброя — ракетна артилерія, числом у 70 машин з двома типами снарядів. Ця зброя мала значну перевагу — її можна було одразу ж ховати після здійснення пострілу у підземні бункери. Таким чином, на Іодзімі було зосереджено артилерії у 4 рази більше ніж мала одна японська дивізія.
Також на острів було вирішено перекинути 26-й танковий полк з 600 вояків і 28 машин, який після дислокування у північній Маньчжурії знаходився у Пусані. Його командиром був полковник, барон Нісі Такеіті. 18 липня 1944 року на шляху до Іодзіми транспортний човен «Ніссюмару», на якому переправлявся полк, був підбитий підводним човном США «Кобія» за 250 км від острова Тітідзіма. Попри те, що загинуло лише двоє солдат, усі танки потонули. До кінця грудня вдалося доставити до Іодзіми нові 22 машини. Полковник Нісі планував вповні реалізувати мобільність танків на острові, однак після вивчення рельєфу, вирішив використати їх як стаціонарні артилерійські установки. Машини були частково закопані у землю і замасковані так, аби противник не бачив їх ні з повітря, ні з землі.
Попри безперестанні атаки авіації і субмарин США, підкріплення надходили до Іодзіми аж до початку лютого 1945 року. Врешті-решт, під командуванням генерал-лейтенанта Курібаясі зібралося близько 21 тисячі вояків. Відтепер для організації ефективної оборони головною проблемою для головнокомандувача була ліквідація внутрішнього протистояння між офіцерами флоту і армії, яке базувалось на давній традиції клановості родів військ Імперії, що вкрай негативно позначалось на проведенні сумісних бойових операцій.

#### Підготовка до оборони
В той час як вояки Іодзіми укріпляли її, генерал-лейтенант Курібаясі працював над покращенням плану оборони острова. Командир 31-ї армії генерал-лейтенант Обата у відповідності за тогочасними правилами віддав наказ про оборону берегової лінії, плануючи зустріти там війська США і завадити їхній висадці. Проте Курібаясі вважав, що така тактика не має сенсу, оскільки опір біля води викликав би у відповідь артилерійський вогонь з суден противника і зніс би усі наземні берегові укріплення японців. За планом головнокомандувача, який базувався на досвіді битви за Пелеліу, японські війська мусили облишити оборону на березі і організувати опір силам США вглибині острова. Відповідно були прийняті такі директиви на перші дні операції:
1. Японська артилерія не відкриватиме вогонь під час превентивного обстрілу острова військами США перед висадкою, аби противник не викрив місцезнаходження японських позицій;
2. Японські війська не чинитимуть опору армії США на березі під час висадки.
3. Коли сили противника, що висадилися, заглибляться на територію острова до 500 м, японські підрозділи у околицях летовища Мотояма відкривають по ньому прицільний вогонь. Водночас, артилерія Мотоями бере під обстріл північний берег, а гармати Сурібаті — південний берег Іодзіми.[5]
4. Після нанесення військам США якомога більших втрат, японська артилерія переводиться на північ, до плато поблизу летовища Тідорі.

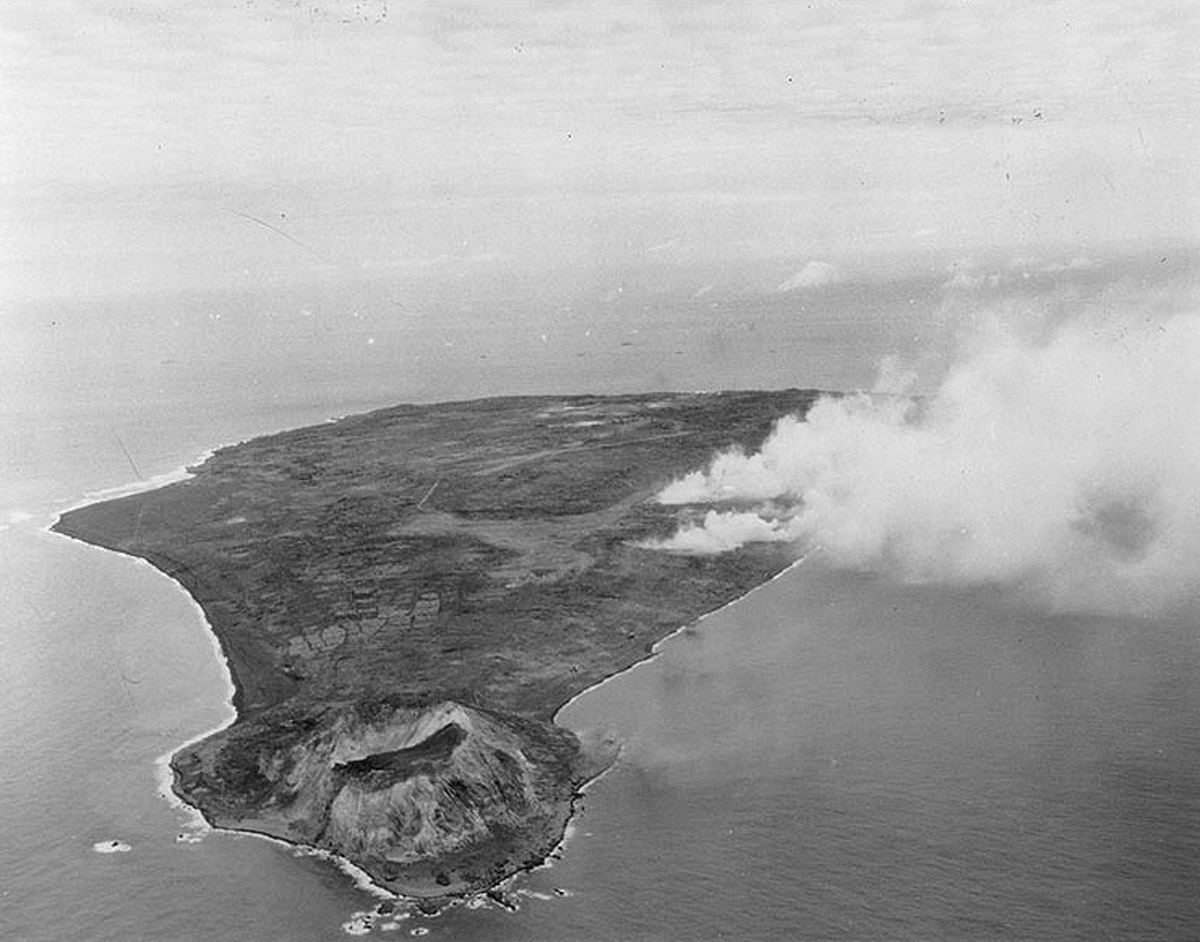
Іодзіма перед висадкою військ США.

Генерал-лейтенант Курібаясі обрав тактику війни на виснаження, яка передбачала маневрену оборону і поступове знищення живої сили противника. Для цього у підземних бункерах було заготовлено боєприпасів, харчів і ліків на 2,5 місяці. У одній з останніх директив у січні 1945 року головнокомандувач закликав остаточно укріпити всі позиції і, допомагаючи один одному, захищати їх до кінця. Проведення великомасштабних контрнаступів, відступів і банзай-атак, які могли спричинили значні втрати у живій силі японців, були суворо заборонені.
5 січня 1945 року контр-адмірал Ітімару зібрав вищих офіцерів морських сил острова і сповістив їх, що японський об'єднаний флот зазнав поразки у битві при Лейте і що війська США незабаром атакуватимуть Іодзіму. 13 лютого японський розвідувальний літак зафіксував 170 великих кораблів противника, які рухались на північний захід від Сайпану. По островах Оґасавара була оголошена бойова тривога усім японським підрозділам, а на Іодзімі завершили останні приготування.

### План США

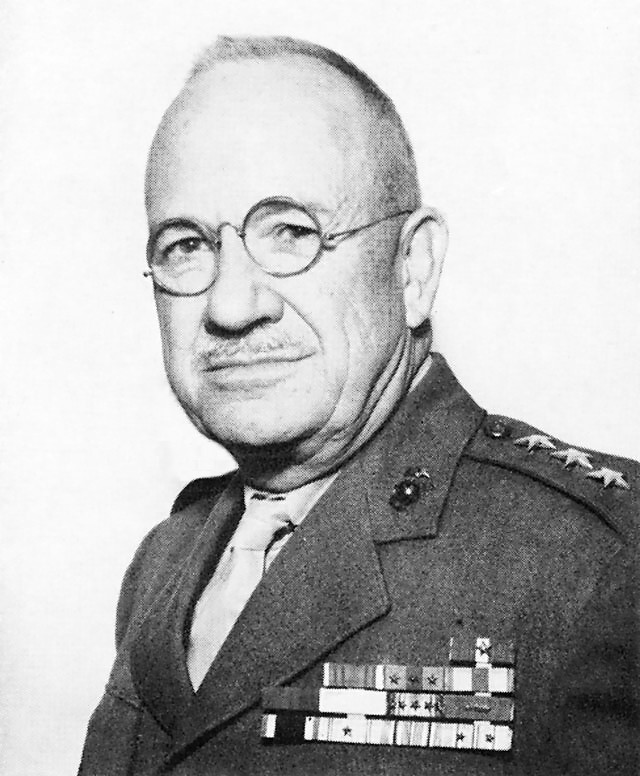
Генерал-лейтенант Голланд Сміт, командувач військами висадки, які штурмували Іодзіму.

9 жовтня 1944 року головнокомандувач Тихоокеанським флотом США, адмірал флоту Честер Німіц, видав наказ про початок підготовки «Операції Детачмент» по завоюванню Іодзіми. У ній брали участь 5 експедиційних корпусів. Відповідальним за успіх операції було призначено адмірала Реймонда Спрюенса, командира 5-го флоту США. Його заступником постановили віце-адмірала Річмонда Тернера, командира десантних сил, який мусив вести 51-й експедиційний корпус і, водночас, головувати над рештою об'єднаних корпусів. До них входили 53-й корпус, 54-й корпус з лінкорами, 58-й корпус з 2-ма швидкісними лінкорами та 12-ма авіаносцями, і 56-й корпус під командуванням Голланда Сміта, начальника штурмових сил висадки.
Саме на генерал-лейтенанта Сміта покладалось безпосереднє здійснення операції. Його війська висадки складалися з 5-го десантного корпусу, що включав у себе 3-ю, 4-у та 5-у дивізій морської піхоти США. 3-я дивізія блискуче зарекомендувала себе у боях за Бугенвіль і Гуам, але на осінь 1944 року перебувала ще у Гуамі, проводячи зачистку території від залишків японських військ. Оскільки вона могла затриматись на три дні на початок здійснення «Операції Детачмент», було вирішено залишити її як резерв, а першу ударну висадку провести силами 4-ї та 5-ї дивізій (за винятком 26-го полку) на південно-східному узбережжі Іодзіми. 4-а дивізія мала десантуватись по праву сторону берега, а 5-а — по ліву.
План командування США по захопленню острова був схематично простим. За ним, війська мусили швидко оволодіти південно-східним узбережжям Іодзіми і, розділившись на дві групи, захопити південну гору Сурібаті та ліквідувати японські позиції на півночі острова. Взяття Сурібаті покладалось на 5-у дивізію, а опанування північними плато — на 4-у дивізію. Передбачалось, що у випадку зволікання із захопленням цих двох пунктів, десантники США понесуть великі втрати від перехресного артилерійського вогню противника. Зокрема, на брифінгу 16 грудня 1944 року, Сміт заявив, що в ході операції загинуть або будуть поранені щонайбільше 15 000 солдат.
Трикілометрове південно-східне узбережжя Іодзіми було поділено на 7 десантних зон — «пляжів», довжиною по 500 ярдів (≈ 460 м) кожна. Вони отримали свої назви з півдня на північ — зелена зона, 1-а червона зона, 2-а червона зона, 1-а жовта зона, 2-а жовта зона, 1-а синя зона і 2-а синя зона. Також були встановлені рубіжні лінії О-1 і О-2, на які мусили вийти війська США під час виконання операції.
Згідно з планом, 28-й полк 5-ї дивізії морської піхоти мусив висадитися у зеленій зоні і просуватися у напрямку гори Сурібаті. Справа від нього десантувався 27-й полк цієї ж дивізії, який повинен був пробитися до західного узбережжя острова і, змінивши курс на північний схід, вийти до лінії О-1. 26-й полк 5 дивізії було залишено у резерві. 23-й полк 4-ї дивізії мусив висадитися у жовтих зонах, захопити летовище Тідорі і, просуваючись на північ до Мотоями, вийти на рубіж О-1. 25-й полк цієї ж дивізії повинен був десантуватися у 1-й синій зоні, опанувати 2-у синю зону і, також пройшовши летовищем Тідорі, вийти на лінію О-1. 24-й полк було вирішено зробити запасним.

## Сили учасників

### Японська імперія
- Японська імперська армія (загальна кількість: 13 586 чоловік）
  - Корпус Оґасавара (109-а дивізія, командир корпусу：генерал-лейтенант Курібаясі Тадаміті, керівник штабу：полковник Такаісі Тадасі (高石正), прикріпний командир дивізії: генерал-майор Осуґа Котау (大須賀応))
    - Безпосередні частини корпусу Оґасавара
      - 17-й окремий піхотний полк
      - 145-й піхотний полк (командир: полковник Ікеда Масао (池田益雄))
      - 26-й танковий полк (командир: полковник Нісі Такеіті (西竹一))

    - 2-а об'єднана бригада (командир: генерал-майор Сенда Садасуе (千田貞季), прикріпні командири бригади: Полковник Адзуті Канехіко (厚地兼彦), полковник Хорі Сейіті (堀静一))
      - Кулеметна рота 309 окремого піхотного полку (командир: лейтенант Абе Такео (阿部武雄))[8]
      - бригада польової лікарні (командир: капітан Ноґуті Івао (野口巌))[9]
      - Артилерійська бригада (командир: полковник Ґайдо Тьосаку (街道長作))
      - 309-й окремий піхотний полк
- Японський імперський флот (загальна кількість 7 347 чоловік)
  -     - Безпосередні частини корпусу Оґасавара
      - 27-а авіаційна ескадрилья (командир: генерал-майор Ітімару Ріносуке (市丸利之助)
      - Гарнізон Іодзіми (командир: полковник Іноуе Самадзі (井上左馬二))
      - Авіаційний корпус Південних островів
      - 204-й інженерний полк

### США
- Експедиційні війська до Іодзіми (головнокомандувач: віце-адмірал Річмонд Тернер, заступник: контр-адмірал Гаррі Гілл）
  - 51-й експедиційний корпус (командир: віце-адмірал Річмонд Тернер)
  - 53-й експедиційний корпус (командир: контр-адмірал Гаррі Гілл）
  - 54-й експедиційний корпус (командир: контр-адмірал Бетрам Роджерс）
  - 58-й експедиційний корпус (командир: віце-адмірал Марк Мітчер）
  - 56-й експедиційний корпус (командир: генерал-лейтенант морської піхоти Голланд Сміт）
    - 5-й десантний корпус （командир: генерал-лейтенант морської піхоти Гаррі Шміт[en], керівник штабу: бригадний генерал морської піхоти Вільям Роджер, загальна кількість: 61 000 чоловік)
      -   3-я дивізія морської піхоти (командир: генерал-майор Ґрейвс Ерскін)
        - 9-й полк морської піхоти
        - 21-й полк морської піхоти
        - 12-й артилерійський полк
        - 3-й танковий батальйон

      -   4-та дивізія морської піхоти (командир: генерал-майор Кліфтон Кейтс)
        - 23-й полк морської піхоти
        - 24-й полк морської піхоти
        - 25-й полк морської піхоти
        - 14-й артилерійський полк
        - 4-й танковий батальйон

      -   5-та дивізія морської піхоти (командир: генерал-майор Келлер Роккі)
        - 26-й полк морської піхоти
        - 27-й полк морської піхоти
        - 28-й полк морської піхоти
        - 13-й артилерійський полк
        - 5-й танковий батальйон

## Хід битви

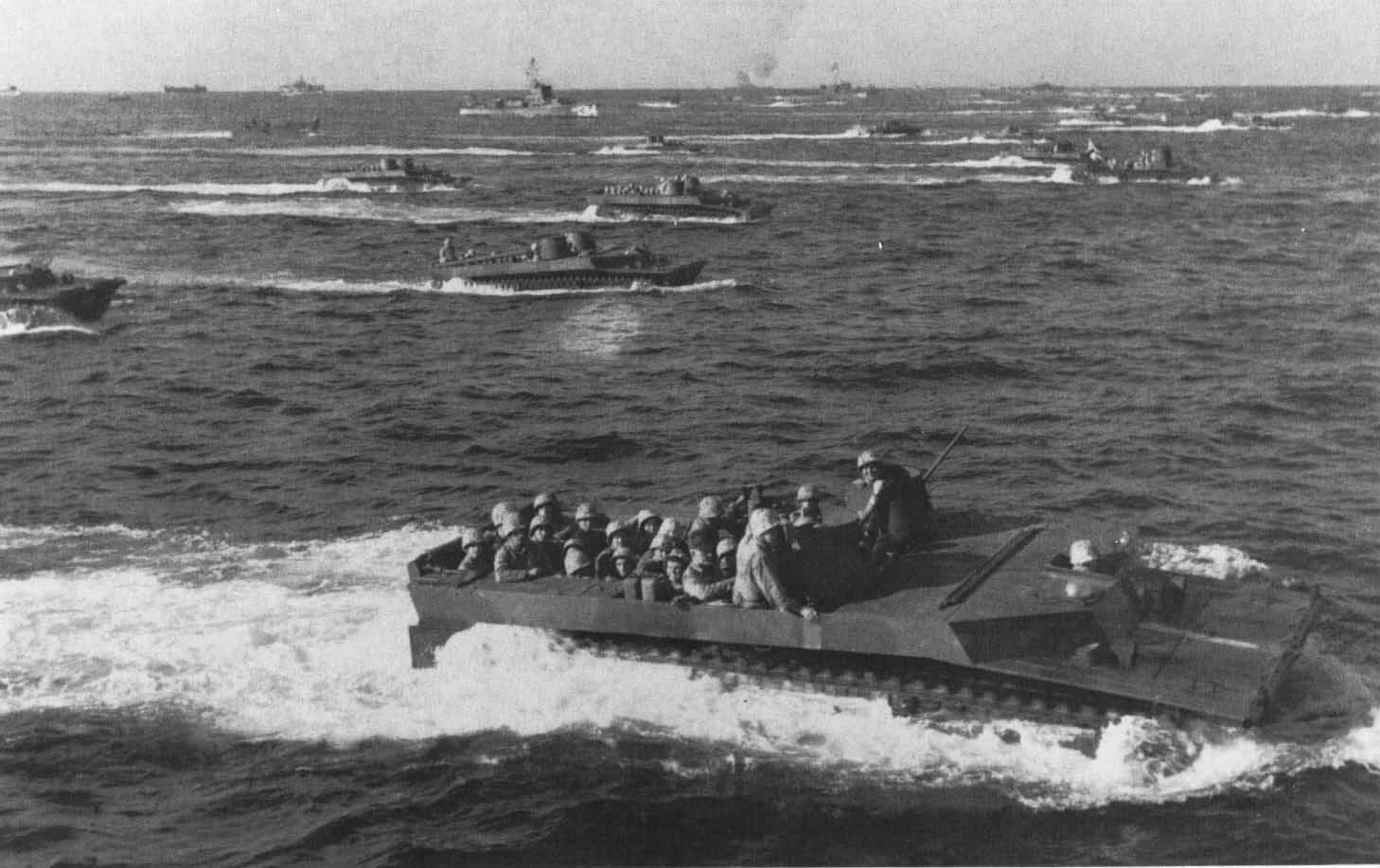
4-та дивізія морської піхоти США направляється до Іодзіми (19 лютого 1945 року).

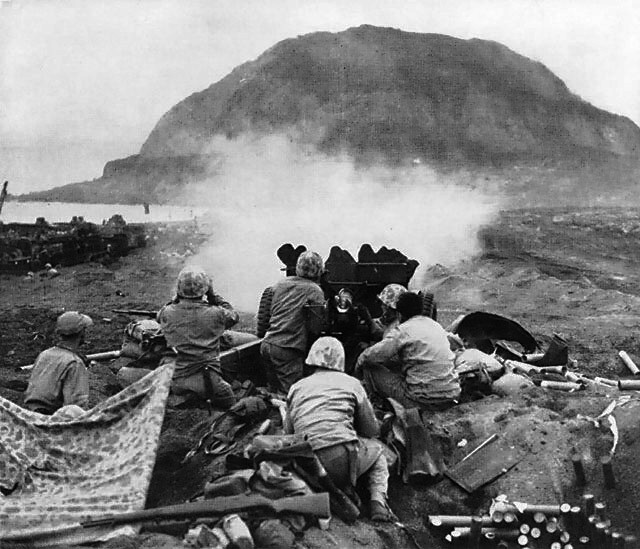
Морська піхота США обстрілює гору Сурібаті.

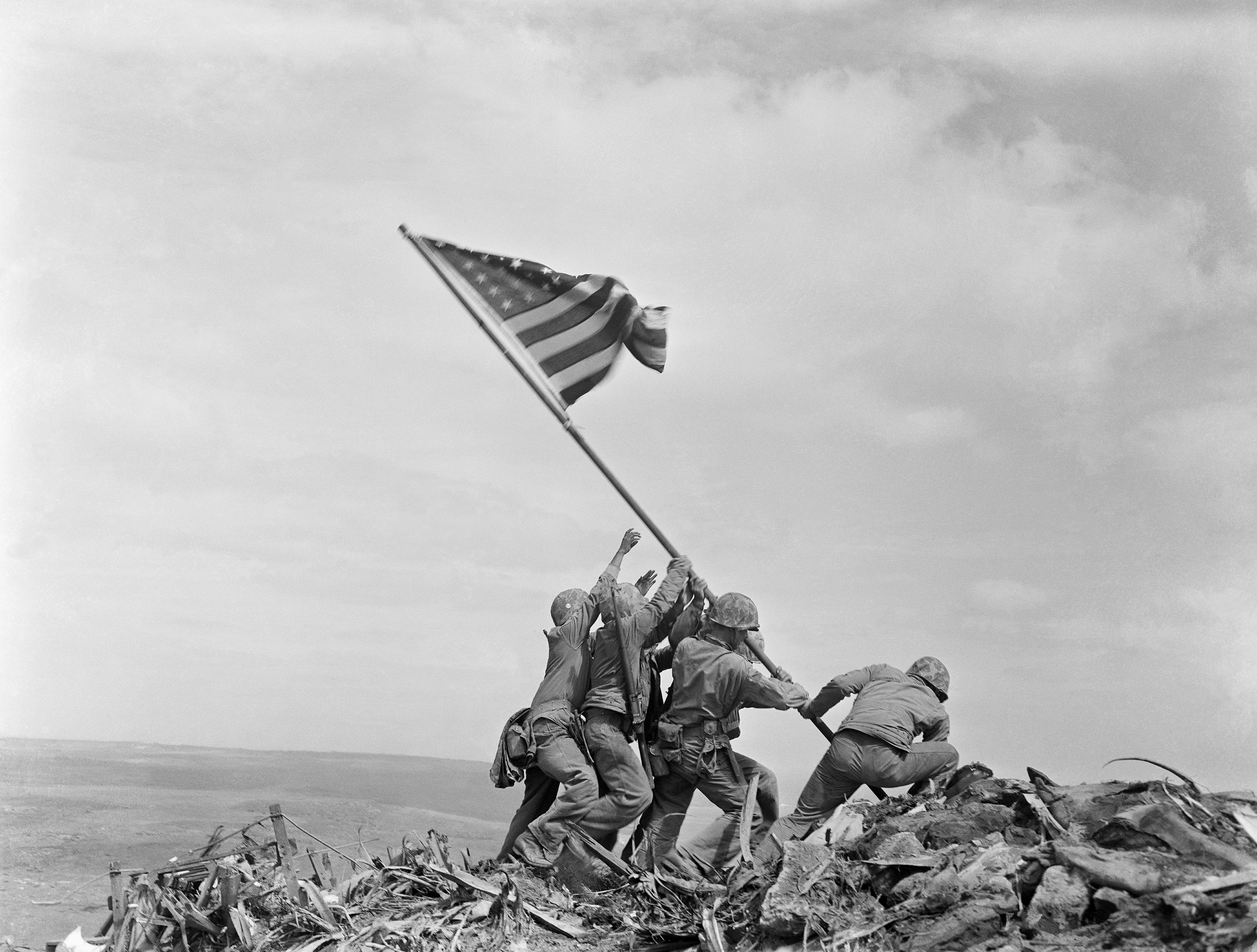
«Підняття прапора на Іодзіма» (всесвітньо відоме фото Джо Розенталя). Японські захисники острова скидатимуть цей прапор двічі.

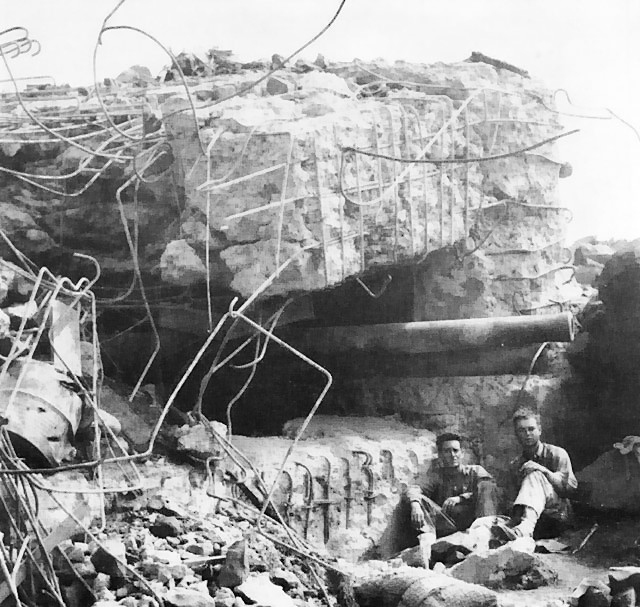
Розбитий японський дот із 120 мм гарматою.

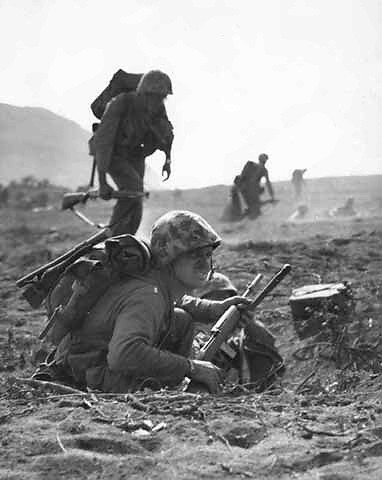
Просування морської піхоти вглиб острова.

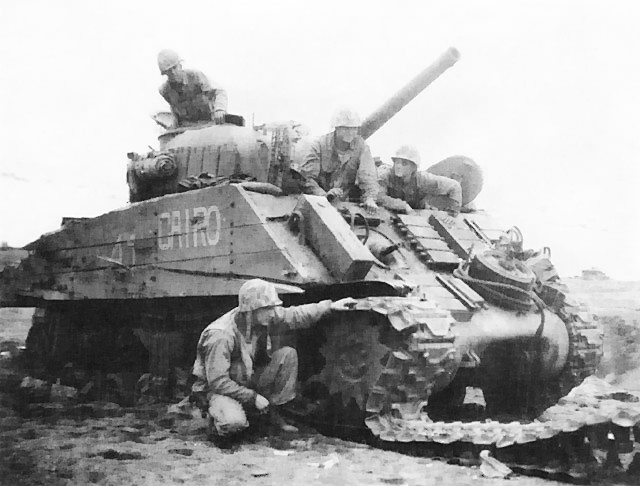
Підбитий японцями танк США на підходах до летовища Мотояма.

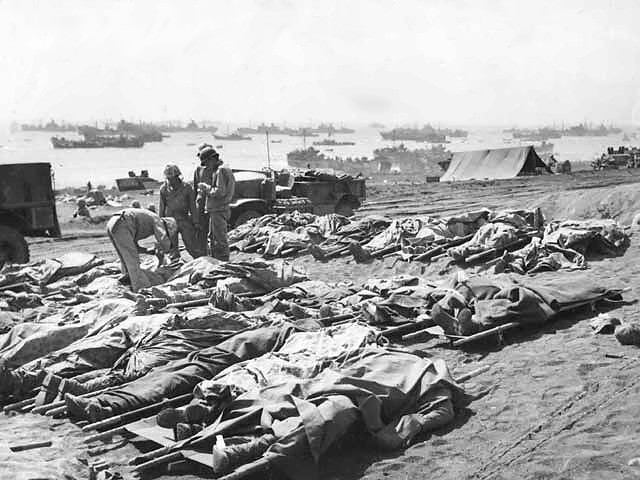
Ряди з тілами загиблих вояків 3-ї дивізії морської піхоти США на узбережжі.

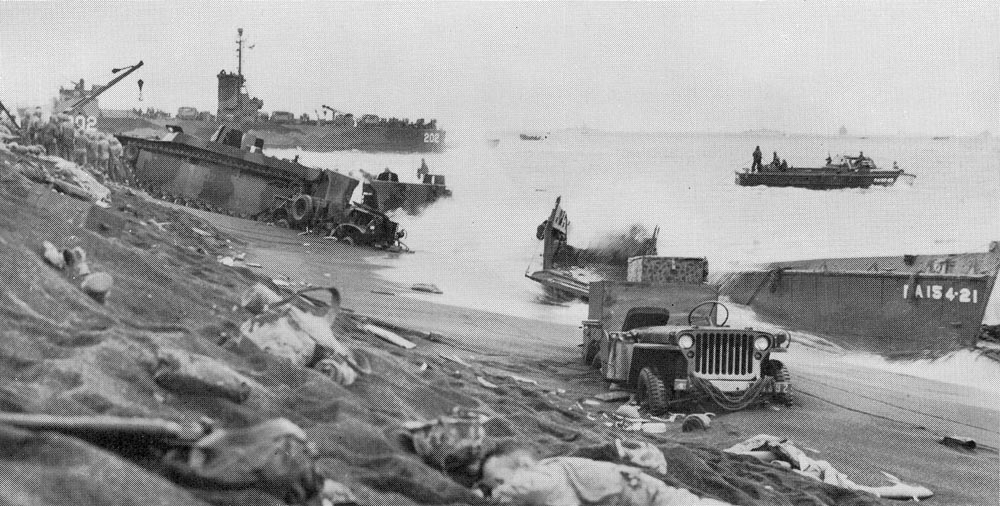
Кінець операції. Пошкоджена техніка військ США на березі Іодзіми. на передньому плані видніється загиблий десантник.

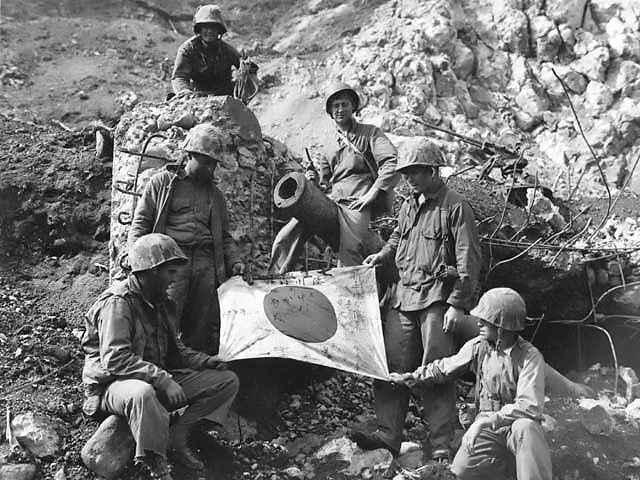
Кінець операції. Прапор японського піхотного полку захоплений солдатами США.

### Десант військ США
16 лютого 1945 року усі експедиційні корпуси США, що були вислані до Іодзіми, наблизились до острова і розпочали його обстріл з корабельної артилерії. Командування морської піхоти вимагало вести артпідготовку впродовж десяти днів перед тим як розпочнеться висадка основних сил. Проте керівництво флоту відмовилось це робити, через бажання заощадити снаряди для майбутньої кампанії на Окінаві, і скоротило артобстріл до трьох днів. Японські війська відповіли на бомбардування противника гарматами з гори Сурібаті і завдали серйозних пошкоджень частині його суден. Проте цими ж діями захисники острова дали знати флотилії США своє місцезнаходження і викликали на себе прицільний вогонь лінкорів, який знищив практично всю основну артилерію гори. Через безперестанний обстріл Сурібаті диміла, а весь острів укрився пиловою завісою.
19 лютого 1945 року, о 6:40, кораблі США розпочали черговий обстріл Іодзіми. О 8:05 їх змінили 120 літаків B-29, які піддали острів черговому бомбардуванню. З 8:25 прибережні судна знову відкрили вогонь, який тривав 45 хвилин. О 9 годині ранку 4-та та 5-та дивізії морської піхоти США розпочали висадку на Іодзіму. Не зустрівши опору на узбережжі, вони просунулись вглиб острова.
Японські вояки, які витримали потужний артобстріл і бомбардування у підземних бункерах, чекали цієї атаки. О 10:00 з усіх точок вони відкрили прицільний вогонь по передових загонах супротивника. 24-й і 25-й полки морської піхоти США за кілька годин втратили 25 % свого складу. З 56 танків, які десантувалися першим заходом, було знищено 26 машин. Вояки США не могли окопатися, оскільки вулканічний ґрунт був крихким і стіни окопів обсипались. Загалом, втрати десантників 19 лютого склали 501 убитими, 47 померлими від ран, 1755 поранених, 18 зниклих без вісти і 99 контужених.
Під вечір війська США висадили на берег Іодзіми 30 000 чоловік. Вони очікували традиційного нічного нападу японських сил і їхніх масованих банзай-атак. Проте оборонці острова відмовилися від старої тактики і перейшли до нічних диверсій, які проводили невеликими загонами. Вони підкидали у табори противника ручні гранати або робили поодинокі постріли. Завдяки цьому обози військ США часто загорялися, а десантники не мали можливості перепочити.

### Бій за гору Сурібаті
20 лютого 1945 року після артпідготовки, один полк морських піхотинців США розпочав наступ на південь, на гору Сурібаті, а три інші — на північ у напрямку плато Мотояма. Останні змогли надвечір захопити летовище Тідорі і розірвати зв'язок між японським головним штабом і горою. Незважаючи на відносну легкість взяття летовища, захоплення Сурібаті затягнулося. Японці билися за кожен метр схилів гори. Наземний вогонь був неефективний проти японських підземних укріплень, тому морські піхотинці зачищали доти і бункери ручними гранатами і вогнеметами. Під час бою за Сурібаті загинув командир оборони, полковник Ацудзі Канехіко.
21 лютого, коли розпочала висадку 3-я дивізія морської піхоти, судна флоту США, що перебували коло берегів Іодзіми, зазнали нападу літаків-камікадзе. Останні вилетіли на 32 літаках «Комета» і «Небесна гора» з бази Каторі у японській префектурі Тіба. Їхня атака була успішна — вони затопили авіаносець США «Бісмарк сі» (Bismarck Sea), а авіаносець «Саратоґа» зазнав сильних пошкоджень. Повідомлення про цей напад надійшло навіть до захисників острова, які змогли перехопити повідомлення спантеличеного противника «Нас атакують камікадзе. Терміново допоможіть!». Нальоти загонів «смертників» тривали ще декілька днів, завдаючи значних втрат десантованим частинам і кораблям США.
22 лютого 4-у дивізію морської піхоти, яка зазнала значних втрат на підходах до плато Мотояма, замінила 3-я дивізія. 5-а дивізія продовжувала бій за Сурібаті. Солдати США випалювали в горі підземні укріплення противника і перекривали тунелі сполучення, ізолюючи японські підрозділи в окремих бункерах одні від одних. Вночі опір захисників було зламано.
23 лютого о 10:15 вояки 5-ї дивізії встановили прапор США на вершині гори Сурібаті на знак своєї перемоги. О 12:15 його замінили на вдвічі більший. Момент підняття другого прапора був зафіксований на фотографії Джо Розенталя. Цей твір мав важливе символічне значення, яке підхопила преса і уряди союзників. Вперше прапор США було піднято на японській території, що давало багатьом надії на швидке і переможне завершення війни. Для морської піхоти США, у доцільності існування якої сумнівалось чимало військовиків, ця фотографія послужила демонстративною заявою їхньої професійності. Секретар Військово-морського флоту США Джеймс Форрестол, побачивши майоріючий прапор, навіть промовив до генерал-лейтенанта Сміта: «Голланд, підняття цього прапора на Сурібаті означає, що Корпус морської піхоти існуватиме наступні п'ятсот років».
Після падіння Сурібаті, невеликий загін японських вояків контратакував її вершину, відбив противника і, скинувши зірково-смугастий прапор, здійняв японський Стяг ранкового Сонця. Солдати США двічі перехоплювали гору і двічі піднімали свій прапор. За свідченнями японської сторони, «сонячний стяг» був весь червоний від крові його захисників. Сучасні історики США та морські піхотиці традиційно заперечують зміну прапора.

### Бій у околицях Мотоями
Після взяття Сурібаті та повернення наглядача за операцією адмірала Джеймса Форестела до США, битва за Іодзіму ставала дедалі запеклішою. Японський головнокомандувач Курібаясі все ще мав у розпорядженні більшу частину свого війська.
З 24 по 26 лютого дивізії морської піхоти США повільно просувались до летовища Мотояма. Зазнаючи значних втрат у живій силі, її солдати послідовно знищували підземні укріплення японців. В середньому швидкість просування становила 10 м на годину. Переконавшись на власному досвіді, що артилерія неефективна проти підземного противника, морські піхотинці широко використовували вогнемети, ручні гранати і танки з вогнеметною установкою. Бої тривали навіть вночі при освітленні острова авіацією і кораблями США.
Нарешті, під вечір 26 лютого летовище Мотояма було захоплено силами США. Того ж дня інженерний батальйон почав його перебудову, яку завершив за п'ять днів. 4 березня перший бомбардувальник B-29, що зазнав пошкоджень під час нальоту на Токіо, приземлився на Іодзімі і був відремонтований. Острів було підготовлено для допомоги у здійсненні широкомасштабних бомбардувань японських міст.
Незважаючи на падіння летовища, плато Мотояма залишалось під захистом 2-ї японської об'єднаної бригади генерал-майора Сенда. Завдяки його вишколу, цей невпорядкований підрозділ було перетворено на потужну бойову машину. Через запеклий опір вояків Сенди, солдати США називали фронт в районі Мотоями «м'ясорубкою». Впродовж десяти днів чисельно і технічно переважаючий противник не міг прорвати тутешню оборону.
З наближенням військ США, 5 березня генерал-лейтенант Курібаясі переніс свій штаб до північного району Іодзіми. Зранку 7 березня загони 3-ї дивізії морської піхоти пішли у масовий наступ і захопили центральну частину острова. Японські сили опинилися роз'єднаними на півночі і сході.

### Останні дні
Наступ США все наростав. У захисників острова вичерпалися запаси води і вони почали страждати від спраги. Ті з японців, хто виходив із підземних бункерів здобути дощової води, практично не поверталися. 14 березня командир 145-го піхотного полку полковник Ікеда, який захищав штаб головнокомандувача, урочисто спалив військовий прапор, щоб той не дістався противнику. Готуючись до завершення операції, 16 березня генерал-лейтенант Курібаясі відправив прощальну телеграму до Генштабу у Токіо:
|  | Наступив час останнього бою. З моменту прибуття ворога, [мої] підлеглі офіцери і солдати воювали завзято, немов демони. Я радий, що незважаючи на неймовірні наземні, морські і повітряні атаки чисельно переважаючого [противника], [наші воїни] блискуче продовжували боротьбу...Через безперестанний натиск ворога, [вони] полягли один-за-одним. Всупереч Вашим очікуванням, [мені] нічого не залишається як передати острів у руки противника. З невимовним жалем у серці, уклінно осмілююсь просити Вас пробачити мене. Зараз, коли вичерпались снаряди, висохла питна вода і всі бажають ринутися у останній бій, [я] постійно думаю про ласку імператора і не жалкуватиму [за неї] свого життя. Знаю, що імператорські землі не матимуть спокою допоки Іодзіма не відвойована. Тому навіть якщо я стану привидом, присягаю обов'язково повернути її. Перед останнім боєм, висловлюю Вам свої істинні помисли і, безперестанно молячись за перемогу нашої Монаршої держави, навіки прощаюсь з Вами... |

17 березня війська США досягли найпівнічнішої точки острова — місцевості Кітанохана. Цього ж дня з Токійського Генштабу було надіслано повідомлення про підвищення Курібаясі до рангу генерала, однак він не дізнався про це. Противник зруйнував усі засоби зв'язку. Курібаясі встиг лише віддати останній наказ своїм воякам:
|  | 1. Наступив час останнього бою. 2. [Наказую] корпусу [Оґасавара] розпочати в ніч на 17 березня загальний наступ і знищити ворога. 3. [Наказую] усім підрозділам атакувати ворога на відповідних фронтах [лише] опівночі. Битися на смерть до останнього; назад не оглядатися. 4. Я буду постійно попереду вас. |

За цим наказом решти японських сил перейшли від оборони до наступу. Під час нього загинув командир танкового полку, полковник Нісі, який незважаючи на важке вогнеметне поранення, продовжував боротьбу ще 2 доби.
У ніч з 25 на 26 березня була проведена завершальна контратака японців. Генерал Курібаясі і контр-адмірал Ітімару, особисто очоливши декілька сот вояків, щосили вдарили по позиціях противника.
Перед виступом, Ітімару склав послання-заповіт на ім'я президента США, Франкліна Рузвельта — «Лист до Рузвельта». Контр-адмірал переклав його англійською за допомоги японського солдата з Гаваїв і, передбачивши, що противник обшукуватиме тіла полеглих офіцерів, заховав його собі за пазуху. Під час контратаки Ітімару загинув, а лист потрапив до рук морських піхотинців. 11 липня його опублікували у газетах США. У цьому посланні покійний контр-адмірал покладав відповідальність за розв'язання війни між двома країнами на Рузвельта і викривав експансіоністські амбіції США в Азії. Найголовніше, Ітімару вказував на протиріччя лозунгу союзників «боротьби проти поневолення і тиранії», оскільки воюючи з тираном Гітлером, Рузвельт водночас тиснув руку тирану Сталіну.
Завдяки раптовості останнього удару японців, війська США зазнали значних втрат. 59 морських піхотинців було вбито, а 119 — смертельно поранено. Захисники острова полягли всі, включаючи генерала Курібаясі. Він вступив у бій, попередньо скинувши з себе генеральські петлиці і ордени. Саме через це солдати противника не змогли розпізнати його тіла.
Незважаючи на те, що бої тривали до 26 березня, Голланд Сміт, бажаючи вислужитися, доповідав командуванню США про повне підкорення острова війська вже 15 березня. Водночас, токійський Генштаб, не знаючи реального стану справ на Іодзімі, 21 березня відправив на неї останню телеграму з наказом захисникам вчинити самогубство.

## Підсумки і наслідки

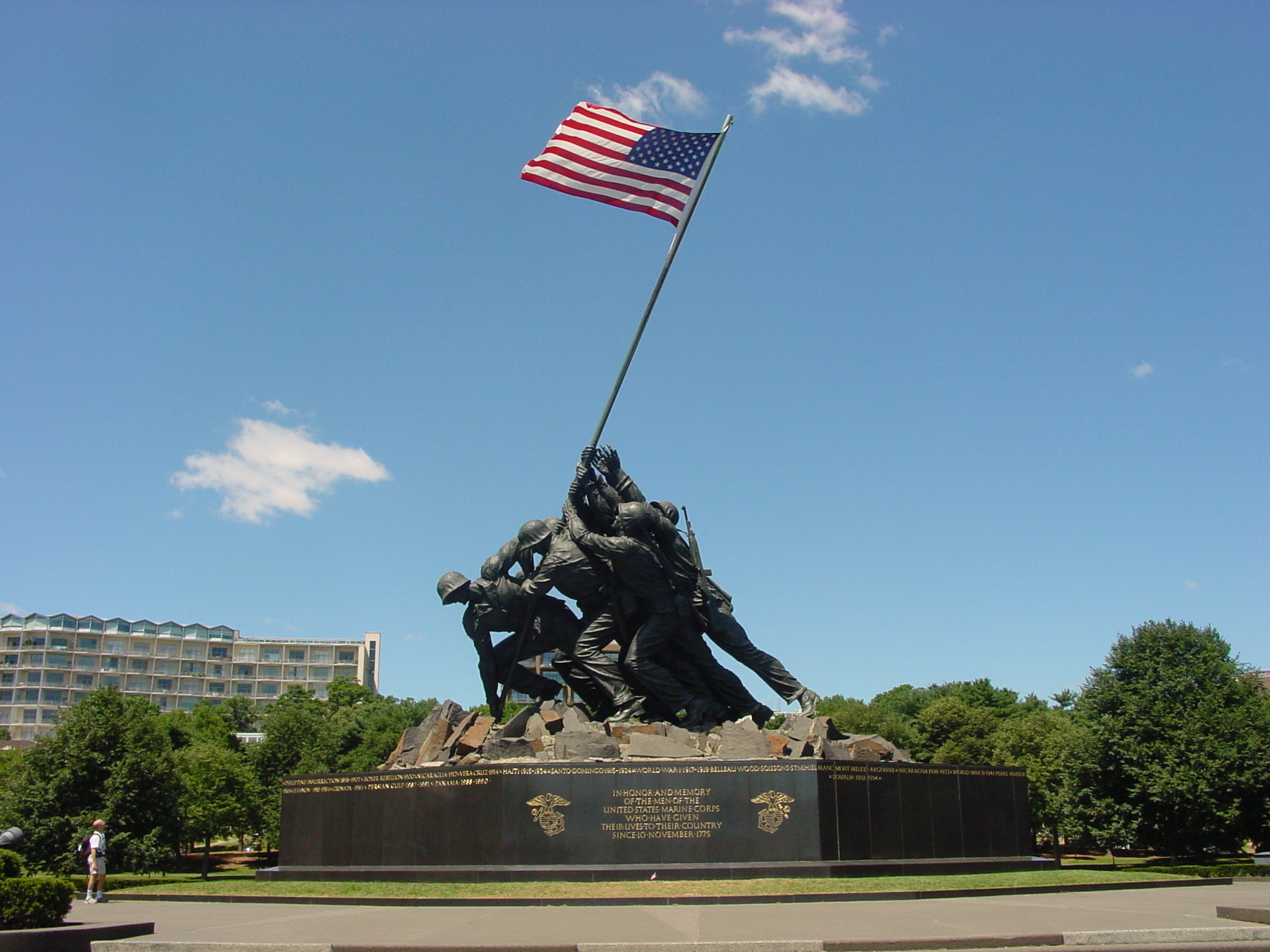
Пам'ятник «Підняття прапора над Іодзімою» біля Воєнного меморіалу морської піхоти США.

Під час битви за Іодзіму загинуло 20 703 солдат з японського контингенту з 20 933 чоловік. Кількість полонених склала 216. Більшість з них здавалися до кінця березня. Загальні втрати військ США становили 27 909 чоловік, серед яких 6 825 полягли у боях, а решта отримали поранення різного ступеню тяжкості. Битва за Іодзіму стала єдиною операцією японських збройних сил у війні на Тихому океані, у якій загальні втрати США перевищили їхні власні. Кількість загиблих і поранених вояків армії США за перші три дні операції була найвищою у всій воєнній історії цієї країни.
Хоча битва за острів була закінчена, уцілілі сотні японських солдат все ще переховувались у підземних тунелях, і, не знаючи про перемогу противника, продовжували чинити поодинокий опір. Двоє останніх захисників острова капітулювали лише 6 січня 1949 року, через 4 роки після завершення операції.
Серед шести солдат, які здійняли 23 лютого зірково-смугастий прапор на горі Сурібаті, додому повернулися лише троє. Один із цих шести — морський піхотинець 5 дивізії, Майкл Стренк, русин, також загинув двома тижнями пізніше. 3-тя, 4-та та 5-та дивізії морської піхоти США зазнали суттєвих втрат. Показовим є те, що серед усіх медалей Пошани, якими були нагороджені морські піхотинці Сполучених Штатів у Другій світовій війні, чверть була вручена учасниками боїв на Іодзімі. На пам'ять про острів і перемогу на ньому було названо лінкор флоту США, а також зведено монумент поблизу Арлінгтонського національного цвинтаря за мотивом фотографії «Підняття прапора над Іодзімою».

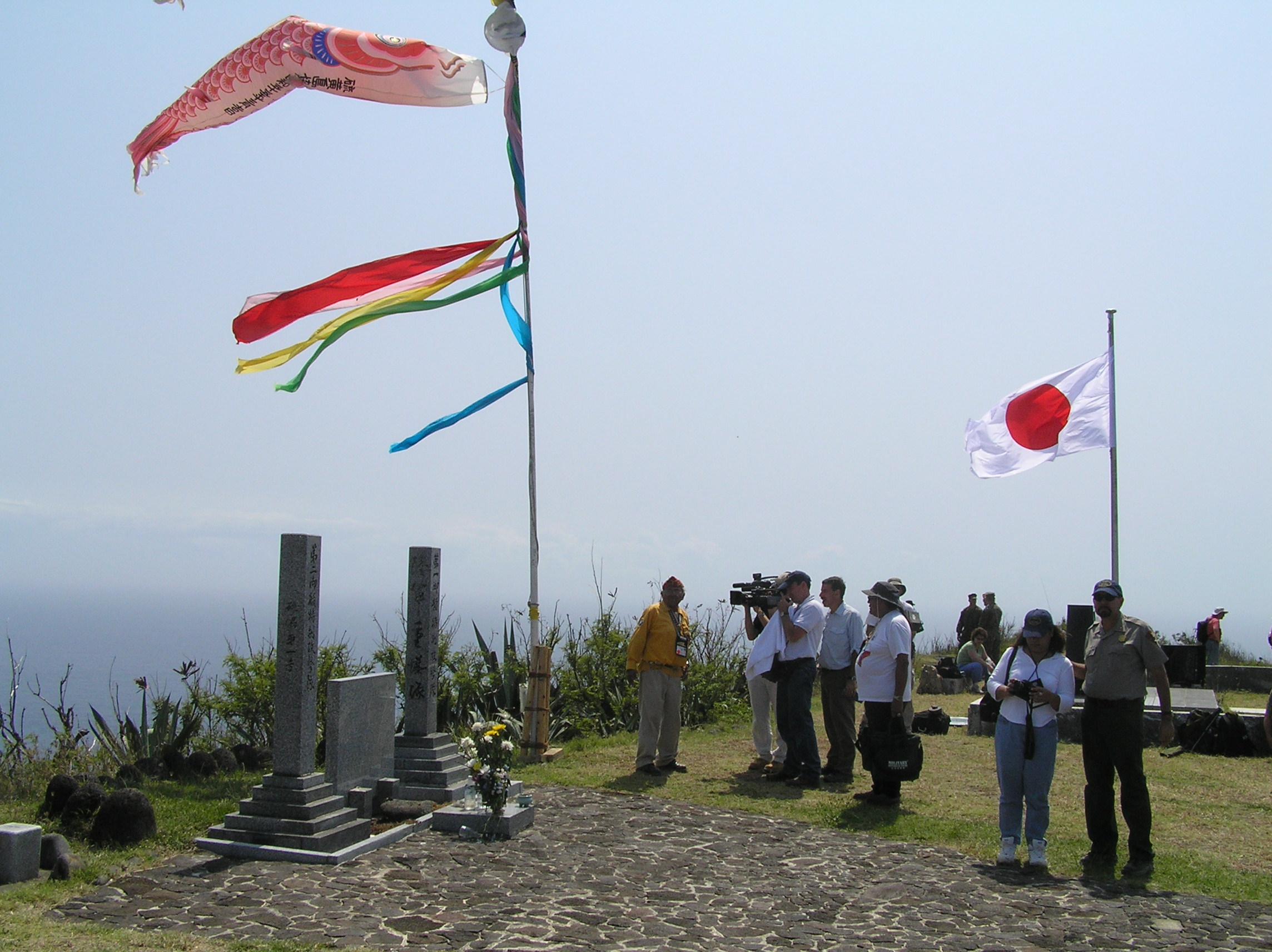
Церемонія «Возз'єднання Честі» у 2005 році.

Завдяки захопленню острова, США отримали ідеальне місце для авіаційної бази, яку можна було використовувати як проміжний пункт під час бомбардувань основних островів Японського архіпелагу. Вже у перших числах березня, після того як інженери відремонтували летовища, ескадрильї B-29 здійснили ряд нальотів на японські міста. 10 березня авіація США виконала бомбардування Токіо, 12 березня — бомбардування Наґої, а 13 березня — бомбардування Осаки. Ці повітряні атаки стали регулярними, і були націлені не стільки на військові об'єкти, як на залякування цивільного населення. Іодзіма стала ремонтною стоянкою і місцем розміщення винищувачів P-51, котрі захищали бомбардувальники від японської артилерії. Загалом, до кінця Другої світової війни близько 2 251 літаків B-29, які були підбитими токійськими силами протиповітряної оборони під час виконання завдань, терміново приземлялися на Іодзімі та ремонтувалися тут.
По закінченню війни острів тривалий час перебував під окупацією США. У 1960-х роках на Іодзімі була створена військова база збройних сил цієї держави, на якій зберігали ядерну зброю. Під тиском японського уряду, у 1968 році США повернули острів Японії і вивели з нього війська.
19 лютого 1985 року на Іодзімі було проведено поминальну службу і церемонію примирення — «Возз'єднання Честі». Вона була організована зусиллями відставних військових Японії і США, а також ветеранів, які брали участь у битві. На захід зібралось понад 400 чоловік. Була встановлена пам'ятна дошка японською і англійською мовами, з прославленням полеглих і молитвою за мир.

#### Японською мовою
- 防衛研修所戦史室、『戦史叢書 中部太平洋陸軍作戦（2）ペリリュー・アンガウル・硫黄島』、1968年
- 上坂冬子、『硫黄島いまだ玉砕せず』、文藝春秋、1993年、ISBN 4-16-729811-2
- 武市銀治郎、『硫黄島―極限の戦場に刻まれた日本人の魂』、大村書店、2001年、ISBN 4-7563-3015-0
- 栗林忠道、吉田津由子（編）、『「玉砕総指揮官」の絵手紙』、小学館、2002年、ISBN 4-09-402676-2
- 堀江芳孝、『闘魂 硫黄島―小笠原兵団参謀の回想』（文庫）、光人社、2005年、ISBN 4-7698-2449-1
- 梯久美子、『散るぞ悲しき 硫黄島総指揮官・栗林忠道』、新潮社、2005年、ISBN 4-10-477401-4
- 津本陽、『名をこそ惜しめ 硫黄島 魂の記録』、文藝春秋、2005年、ISBN 4-16-324150-7
- 栗林忠道、半藤一利、『栗林忠道 硫黄島からの手紙』、文藝春秋、2006年、ISBN 4-16-368370-4
- 留守晴夫、『常に諸子の先頭に在り―陸軍中將栗林忠道と硫黄島戰』、慧文社、2006年 ISBN 4-905849-48-9
- 秋草鶴次、『十七歳の硫黄島』、文春新書、2006年、ISBN 4-16-660544-5

#### Англійською мовою
- Ross, Bill D. (1986). Iwo Jima: Legacy of Valor (англ.). Vintage. ISBN 0-394-74288-5.
- Wheeler, Richard (1994). The Bloody Battle for Suribachi (англ.). Naval Institute Press. ISBN 1-55750-923-9.
- Wheeler, Richard (1994). Iwo (англ.). Naval Institute Press. ISBN 1-55750-922-0.
- Kirby, Lawrence F. (1995). Stories From The Pacific: The Island War 1942-1945 (англ.). The Masconomo Press. ISBN 1-4140-1760-X.
- Wells, John K.; Bradley T. Macdonald, Lawrence R., III Clayton (1995). Give Me Fifty Marines Not Afraid to Die: Iwo Jima (англ.). Ka-Well Enterprises. ISBN 0-9644675-0-X.
- Bradley, James; Ron Powers (2001). Flags of Our Fathers (англ.). Bantam. ISBN 0-553-38029-X.
- Veronee, Marvin D. (2001). The Battle of Iwo Jima (англ.). Visionary Art Publishing. ISBN 0-9715928-2-9.
- Newcomb, Richard F.; Harry Schmidt (2002). Iwo Jima (англ.). Owl Books. ISBN 0-8050-7071-0.
- Morison, Samuel Eliot (2002 (reissue)). Victory in the Pacific, 1945, vol. 14 of  History of United States Naval Operations in World War II (англ.). Champaign, Illinois, USA: University of Illinois Press. ISBN 0-252-07065-8.
- Bradley, James (2003). Flyboys: A True Story of Courage (англ.). Little, Brown and Company. ISBN 0-316-10584-8.
- Hearn, Chester (2003). Sorties into Hell: The Hidden War on Chichi Jima (англ.). Praeger Publishers. ISBN 0-275-98081-2.
- Allen, Robert E.; Zell Miller (2004). The First Battalion of the 28th Marines on Iwo Jima: A Day-by-Day History from Personal Accounts and Official Reports, with Complete Muster Rolls (англ.). McFarland & Company. ISBN 0-7864-2158-4.
- Leckie, Robert (2005). The Battle for Iwo Jima (англ.). ibooks, Inc. ISBN 1-59687-246-2.
- Buell, Hal (2006). Uncommon Valor, Common Virtue:  Iwo Jima and the Photograph that Captured America (англ.). Penguin Group. ISBN 0-425-20980-6.
- Burrell, Robert S. (2006). The Ghosts of Iwo Jima (англ.). Texas A&M University Press. ISBN 1-58544-483-9.
- Hammel, Eric (2006). Iwo Jima: Portrait of a Battle: United States Marines at War in the Pacific (англ.). Zenith Press. ISBN 0-7603-2520-0.
- Lucas, Jack; D. K. Drum (2006). Indestructible: The Unforgettable Story of a Marine Hero at the Battle of Iwo Jima (англ.). Da Capo Press. ISBN 0-306-81470-6.
- Overton, Richard E. (2006). God Isn't Here: A Young American's Entry into World War II and His Participation in the Battle for Iwo Jima (англ.). American Legacy Media. ISBN 0-9761547-0-6.
- Shively, John C. (2006). The Last Lieutenant: A Foxhole View of the Epic Battle for Iwo Jima (англ.). Indiana University Press. ISBN 0-253-34728-9.
- Toyn, Gary W. (2006). The Quiet Hero: The Untold Medal of Honor Story of George E. Wahlen at the Battle for Iwo Jima (англ.). American Legacy Media. ISBN 0-9761547-1-4.
- Wright, Derrick (2007). The Battle of Iwo Jima 1945 (англ.). Sutton Publishing. ISBN 0-7509-4544-3.